# Giuseppe Valentinelli
Giuseppe Valentinelli, född 1805 i Ferrara, död 1874 i Villa Estense, var en italiensk bibliotekarie och bibliograf.
Valentinelli var överbibliotekarie vid San Marcobiblioteket i Venedig.  Han gjorde omfattande resor till andra länder, bland dem Sverige, för studier i sitt fack.
Han utgav bland annat Bibliografia dalmata (1845), Della biblioteca del Seminario di Padova (1849), Bibliografia della Dalmazia e del Montenegro (1855), Bibliografia del Friuli (1861) om Friulien och Bibliotheca manuscripta ad S. Marci Venetiarum (fem band, 1869–72).